# 2591 Dworetsky
2591 Dworetsky (1949 PS) là một tiểu hành tinh vành đai chính được phát hiện ngày 2 tháng 8 năm 1949 bởi Reinmuth, K. ở Heidelberg.